# 1988年カルガリーオリンピックのイタリア選手団
1988年カルガリーオリンピックのイタリア選手団（1988ねんカルガリーオリンピックのイタリアせんしゅだん）は、1988年2月13日から2月28日までカナダのカルガリーで開催された1988年カルガリーオリンピックのイタリア選手団、およびその競技結果。

## 概要
今大会は金メダル2個、銀メダル1個、銅メダル2個の計5個のメダルを獲得した。
アルペンスキーでは、アルベルト・トンバが男子大回転と男子回転で金メダルを獲得し、2冠を達成した。

## メダル
| メダル | 選手名                                                                                  | 競技                   | 種目              |
| ------ | --------------------------------------------------------------------------------------- | ---------------------- | ----------------- |
| 金     | アルベルト・トンバ                                                                      | アルペンスキー         | 男子大回転        |
| 金     | アルベルト・トンバ                                                                      | アルペンスキー         | 男子回転          |
| 銀     | マウリーリョ・デ・ゾルト                                                                | クロスカントリースキー | 男子50kmフリー    |
| 銅     | ヨアン・パッスレル                                                                      | バイアスロン           | 男子20km          |
| 銅     | ヴェルナー・キエム ゴットリーブ・タスクレル ヨアン・パッスレル アンドレアス・ツィンゲレ | バイアスロン           | 男子4×7.5kmリレー |